# Leptotogea guineae
Leptotogea guineae là một loài tò vò trong họ Ichneumonidae.